# El Peñón de las Ánimas
El Peñón de las Ánimas és una pel·lícula mexicana de drama romàntic estrenada en 1943, dirigida per Miguel Zacarías i protagonitzada per Jorge Negrete i per María Félix. La pel·lícula va marcar el debut cinematogràfic de qui amb els anys es convertiria en la llegendària La Donya.

## Argument
Inspirada en Romeo i Julieta, la pel·lícula parla sobre la rivalitat existent entre dues famílies nobles, els Valdivia i els Iturriaga, sobre el domini d'una propietat a la qual es refereixen com El penyal de les ànimes. Les picabaralles entre les dues famílies s'aguditzen amb el romanç dels joves Fernando Iturriaga (Jorge Negrete) i María Ángela Valdivia (María Félix).

## Repartiment
- Jorge Negrete com a Fernando Iturriaga.
- María Félix com a María Ángela Valdivia.
- René Cardona com a Manuel.
- Miguel Ángel Ferriz com a Don Braulio.
- Carlos López Moctezuma com a Felipe, hermano de María Ángela.
- Virginia Manzano com a Rosa.
- Conchita Gentil Arcos.
- Manuel Dondé com a Macario.

## Comentaris
Aquesta pel·lícula va marcar el debut cinematogràfic de María Félix. La filmació va estar plena de picabaralles amb el seu coprotagonista, Jorge Negrete, pel fet que aquest havia sol·licitat, en va, a la seva llavors companya sentimental Gloria Marín com la seva companya. Deu anys després, Félix i Negrete es van casar.
D'altra banda, va propiciar el segon matrimoni de María Félix, amb Raúl Prado, del Trío Calaveras, el qual acompanyava en la veu a Negrete al llarg de la pel·lícula.

## Lloc de rodatge
El lloc on es va filmar la pel·lícula va ser el  Pueblo del Peñón de los Baños, a un costat del Cerro del Peñón situat a la ciutat de Mèxic on avui es troba l'aeroport Benito Juárez: en aquells dies aquesta zona era rural. No obstant això, el que és el Peñon de las Ánimas en la pel·lícula és el turó que aquesta al ponent del poblat de Teacalco guerrer, on ara és el ranxo que fora de Juan Sebastian.

## Banda sonora
Inclou, entre d'altres, la variació XVIII (una inversió del tema original de Niccolò Paganini) de la Rapsòdia sobre un tema de Paganini, de Serguei Rakhmàninov.